# Wahlsche Schnapsbirne
Die Wahlsche Schnapsbirne ist eine vorwiegend in Süddeutschland beheimatete autochthone Birnensorte.

## Beschreibung

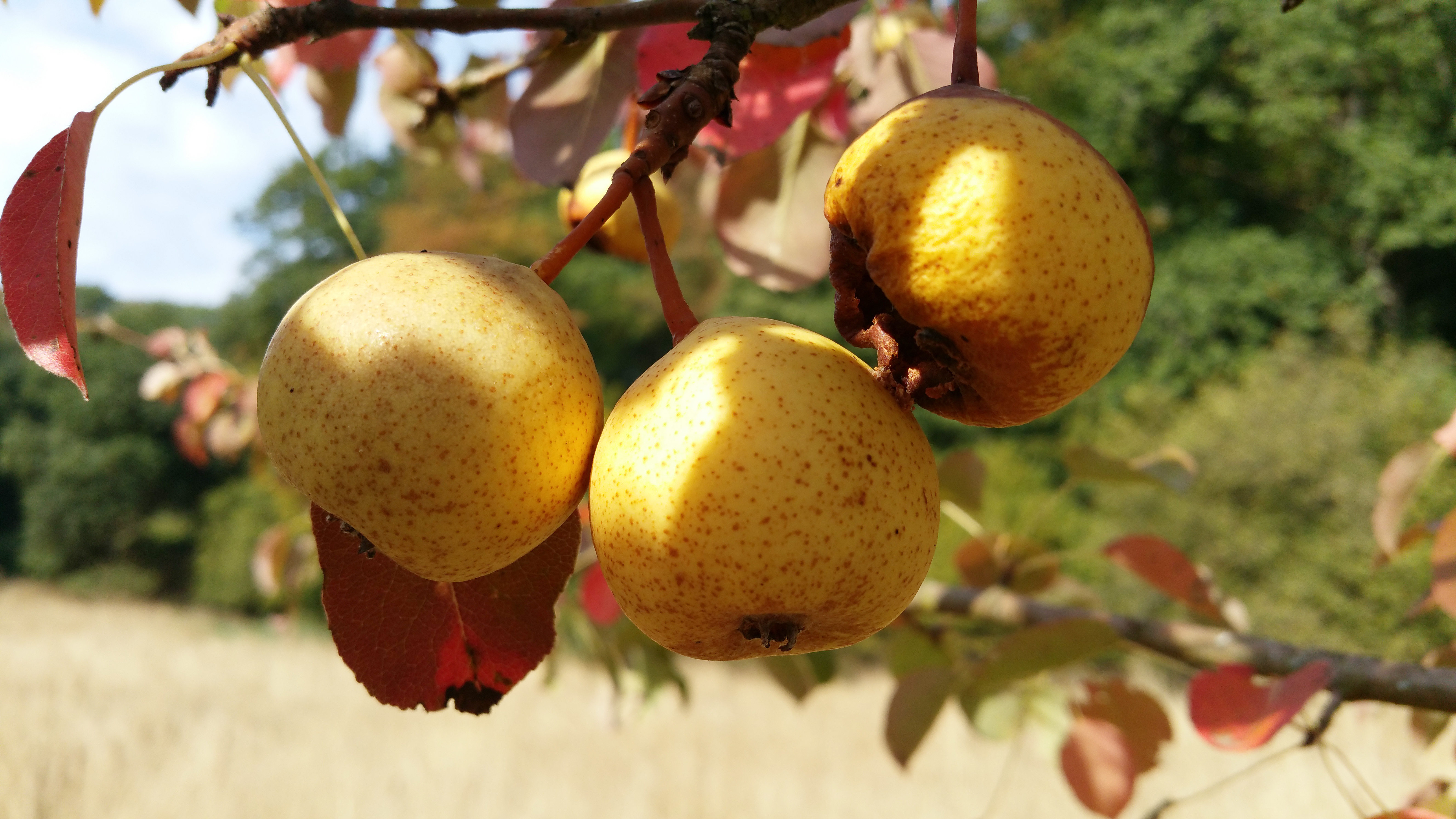
Wahlsche Schnapsbirne

Sie ist von mittelstarkem, breitpyramidalem Wuchs. Die Früchte sind mittelgroß und kugelförmig bis stumpf kegelförmig und im Zustand der Reife von hellgelber Farbe.

## Verwendung
Die Sorte eignet sich grundsätzlich nicht zum Verzehr, jedoch ist sie gut geeignet für Obstbrände. Größere Anbauflächen befinden sich beispielsweise in der Pfalz sowie in Schwaben.

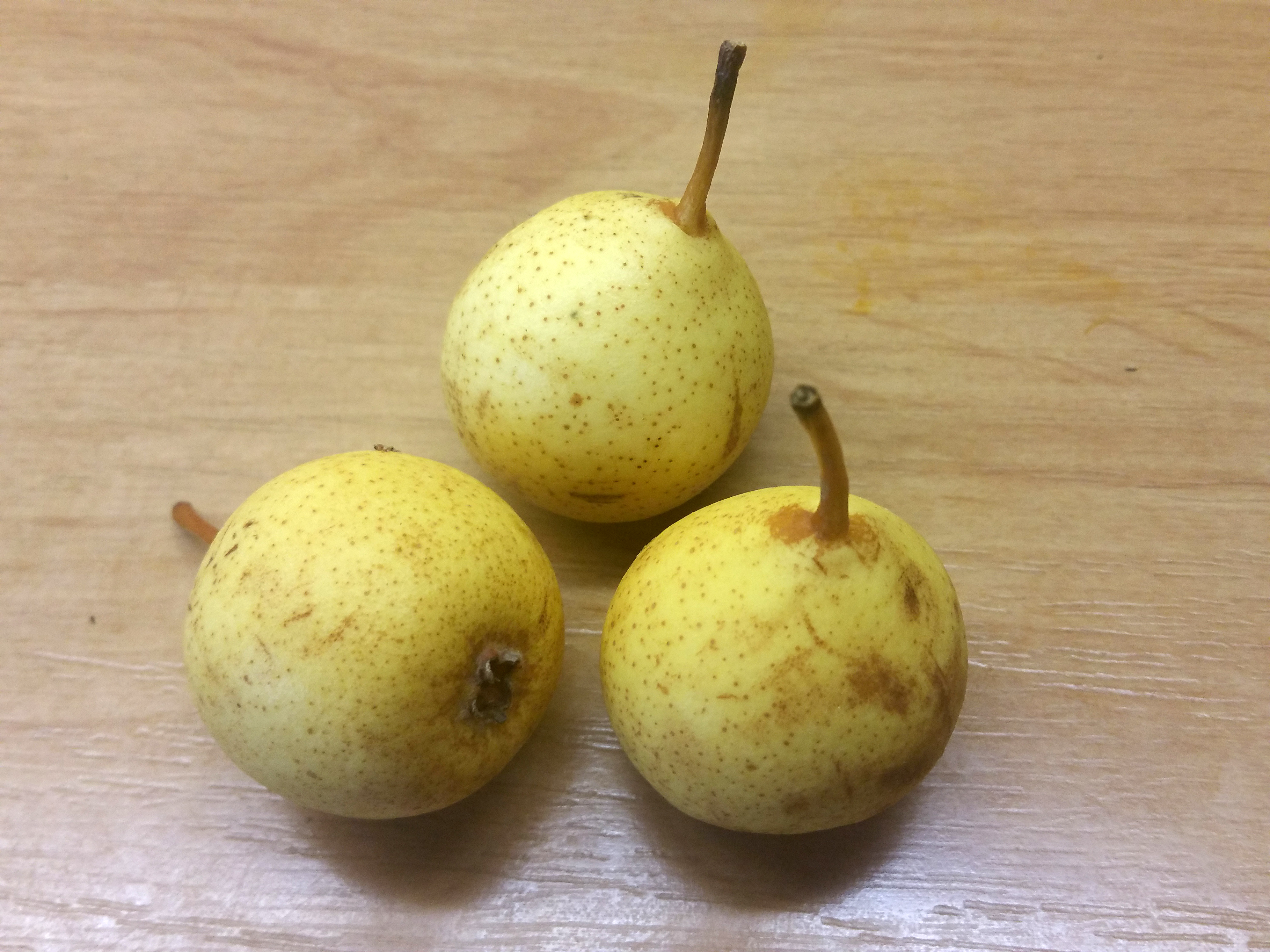
Reife Wahlsche Schnapsbirnen

Untersuchungen haben ergeben, dass die Wahlsche Birne im Vergleich zur Williamsbirne wesentlich mehr Aromakomponenten enthält. Kenner beschreiben einen Mostbirnen-Brand darüber hinaus als runder und ausgewogener, aber auch komplexer. Dies könnte am langsameren Wachstum und der höheren Konzentriertheit des Mostes liegen.